# دينو ستاماتوبولوس
كونستانتينوس «دينو» ستاماتوبولوس (بالإنجليزية: Konstantinos "Dino" Stamatopoulos) مواليد (14 ديسمبر، 1964) كاتب، منتج وممثل أمريكي. عمل في عدة أعمال تلفزيونية؛ مستر شو، ماد تي في، العرض المتأخر مع ديفيد ليترمان وكوميونتي.

## حياته الشخصية
ولد ستاماتوبولوس في نوريج، الينوي من عائلة يونانية - أمريكية. إرتاد مدرسة ريجوود الثانوية في نوريج، كما إرتاد جامعة كولومبيا في شيكاغو. ستاماتوبولوس مُطلق ولديه ابنة واحدة.

## أبرز أعماله
- 1997-1996: العرض المتأخر مع ديفيد ليترمان
- 1998-1996: مستر شو
- 2006-1996: ساترداي نايت لايف
- 2015-2009: كوميونتي
- 2015: مع بوب وديفيد

## وصلات خارجية
- دينو ستاماتوبولوس على موقع IMDb (الإنجليزية)
- دينو ستاماتوبولوس على موقع ألو سيني (الفرنسية)
- دينو ستاماتوبولوس على موقع أول موفي (الإنجليزية)
- دينو ستاماتوبولوس على موقع قاعدة بيانات الأفلام السويدية (السويدية)
- دينو ستاماتوبولوس على موقع إن إن دي بي (الإنجليزية)
- دينو ستاماتوبولوس على موقع قاعدة بيانات الفيلم (الإنجليزية)
- دينو ستاماتوبولوس على موقع كينوبويسك (الروسية)